# Emery (Name)
Emery ist ein englischer Familienname und männlicher Vorname.

## Namensträger

### Familienname
- Alan R. Emery (* 1939), kanadischer Meeresbiologe und Museumsleiter
- Alexandre Emery (1850–1931), Schweizer Unternehmer und Politiker
- Anne Emery-Torracinta (* 1958), Schweizer Politikerin (SP)
- Audrey Emery (1904–1971), US-amerikanische Millionenerbin
- Brent Emery (* 1957), US-amerikanischer Radrennfahrer
- Carlo Emery (1848–1925), italienischer Zoologe
- David F. Emery (* 1948), US-amerikanischer Politiker
- Dylan Emery (* 2001), walisischer Snookerspieler
- Edith Wellspacher-Emery (1909–2004), österreichisch-britische Ärztin, Architektin und Künstlerin
- Gareth Emery (* 1980), britischer Trance-DJ und Musikproduzent
- George W. Emery (1830–1909), US-amerikanischer Politiker
- Gideon Emery (* 1972), britischer Schauspieler und Synchronsprecher
- Gilbert Emery (1875–1945), US-amerikanischer Schauspieler
- Gilles Emery OP (* 1962), Schweizer Theologe
- Jack Emery (1913–2013), britischer Mittel- und Langstreckenläufer
- Jacques-André Émery (1732–1811), französischer Geistlicher, Generalsuperior der Sulpizianer
- James Emery (* 1951), US-amerikanischer Gitarrist und Komponist des Creative Jazz
- John Emery (Schauspieler) (1905–1964), US-amerikanischer Schauspieler
- John Emery (Bobfahrer) (1932–2022), kanadischer Bobfahrer
- Julie Ann Emery (* 1975), US-amerikanische Schauspielerin
- Kenneth O. Emery (1914―1998), US-amerikanischer Meeresgeologe
- Lisa Emery (* 1952), US-amerikanische Theater-, Film- und Fernsehschauspielerin
- Lucilius A. Emery (1840–1920), US-amerikanischer Richter und Politiker
- Matthew Gault Emery (1818–1901), US-amerikanischer Politiker
- Neville Emery (1924–1991), australischer Rugby-Union-Spieler
- Paul Emery (1916–1993), britischer Rennfahrer
- Ray Emery (1982–2018), kanadischer Eishockeyspieler
- Román Emery (* 1902; † unbekannt), spanischer Fußballspieler
- Stephen Emery (Politaktivist), US-Vizepräsidentschaftskandidat der Socialist Labor Party of America 1948 und 1952
- Stephen Emery (Politiker) (Stephen Albert Emery; 1790–1863), US-amerikanischer Politiker
- Stephen Albert Emery (1841–1891), US-amerikanischer Komponist
- Unai Emery (* 1971), spanischer Fußballtrainer
- Victor Emery (Bobfahrer) (* 1933), kanadischer Bobfahrer
- Victor Emery (Physiker) (1934–2002), britischer Physiker
- Walter Emery (1909–1974), britischer Organist und Musikwissenschaftler
- Walter Bryan Emery (1903–1971), britischer Ägyptologe
- Warren Zaïre-Emery (* 2006), französischer Fußballspieler

### Vorname
- Emery d’Amboise (Aimery d’Amboise, Emery Chaumont; † 1512), ab 1503 Großmeister des Johanniterordens
- Emery Blades (1928–2024), US-amerikanischer Rockabilly-Musiker
- Emery N. Brown (* 1957), US-amerikanischer Neurowissenschaftler und Anästhesist
- Emery de Gaál (* 1956), US-amerikanischer katholischer Theologe
- Emery Glen, US-amerikanischer Bluessänger und -gitarrist
- Emery Huse (1897–1961), US-amerikanischer Filmtechniker
- Emery Kabongo Kanundowi (* 1940), kongolesischer Geistlicher, emeritierter Erzbischof von Luebo
- Emery Kelen (1896–1978), ungarischer Grafiker und Karikaturist
- Emery Kibal Mansong’loo (* 1969), kongolesischer römisch-katholischer Geistlicher, Bischof von Kole
- Émery Lavigne (Horace-Émery Lavigne; 1859–1902), kanadischer Pianist, Organist und Musikpädagoge
- Emery Molyneux († 1598), britischer Kartograph
- Emery Nziyunwira (* 1984), burundischer Schwimmer
- Emery D. Potter (1804–1896), US-amerikanischer Jurist und Politiker
- Emery Reves (1904–1981), US-amerikanischer Journalist ungarischer Herkunft
- Emery Roth (1871–1948), ungarisch-amerikanischer Architekt
- Emery J. San Souci (1857–1936), US-amerikanischer Politiker
- Emery Walker (1851–1933), britischer Drucker und Typograf
- Emery Wetzel (1907–1988), US-amerikanischer Generalleutnant der US Air Force